# 永久基本农田
永久基本农田，是指由中华人民共和国国土资源部划定受到永久性保护的基本农田，为中华人民共和国现行的耕地保护制度，要求在任何情况下都不能变更基本农田的使用属性。

## 设立背景
随着中华人民共和国改革开放以来经济快速发展，城市发展速度明显增快，然而土地城镇化速度远远快于人口城镇化速度，2000年至2010年，城市建设用地面积扩大83.41%，城镇人口仅增长45.12%，相差1.85倍，地方政府为了经济增长政绩规划了大量城市新区，然而大部分城市规划建设用地都与优质耕地高度重合，因此耕地面积大规模减少。2014年农业部在全国耕地质量建设现场会披露中国土地退化面积已占耕地总面积的40%以上，根据第二次全国土地调查数据全国减少耕地超过2亿亩，绝大多数都是城市周边长期形成的优质耕地。自2014年始开始中华人民共和国国土资源部就从500万人口以上的大城市周边开始，逐步到各类城镇，划定永久基本农田。
除去城镇化因素，中国耕地的污染情况不容乐观，2014年环保部与国土资源部首次发布全国土壤污染状况调查公报，直言“部分地区土壤污染较重， 耕地土壤环境质量堪忧”，全国土壤中超标率达到16.1%，长江三角洲、珠江三角洲、东北老工业基地的土壤污染问题较为突出，西南、中南地区土壤重金属超标范围较大，全国土壤总的点位超标率为16.1%。镉大米、毒豇豆、毒生姜等土壤污染衍生的食品安全事故频发。

## 立法保护
基本农田是中华人民共和国特有的土地概念，类比于美国的重要农田，最早可以追溯到1963年的黄河中下游水土保持工作会议，当时指旱涝保收、产量较高的耕地。1994年国务院颁布的《基本农田保护条例》则在法律层面上明确基本农田“是指根据一定时期人口和国民经济对农产品的需求以及对建设用地的预测而确定的长期不得占用的和基本农田保护区规划期内不得占用的耕地”，1998年修订为“按照一定时期人口和社会经济发展对农产品的需求，依据土地利用总体规划确定的不得占用的耕地”。2008年中共十七届三中全会通过《中共中央关于推进农村改革发展若干重大问题的决定》，提出划定永久基本农田，对基本农田要求优质、连片、永久、稳定。
2020年颁布的新《土地管理法》明确了永久基本农田的概念，其在原《土地管理法》基本农田概念上发展而来，要求对法律划定的基本农田进行永久保护、特殊保护，一经划定在规划期内必须得到严格保护，除法律规定的情形之外，不得擅自占用或改变。

## 标准与实施

### 划定标准
现行《土地管理法》规定，国家实行永久农田保护制度，各省级行政区（不包括特别行政区）的永久基本农田需占其行政区域内耕地的八成以上，并硬性规定五类耕地为永久基本农田，包括： （一）经国务院农业农村主管部门或者县级以上地方人民政府批准确定的粮、棉、油、糖等重要农产品生产基地内的耕地；（二）有良好的水利与水土保持设施的耕地，正在实施改造计划以及可以改造的中、低产田和已建成的高标准农田； （三）蔬菜生产基地； （四）农业科研、教学试验田；（五）国务院规定应当划为永久基本农田的其他耕地。

### 管理与保护
在法律层面，永久基本农田管理主要包括九项事务：一则控制非农建设占用基本农田，大多数建设项目都不能占用永久基本农田，极少数需要依法报批；二则因重大建设项目、生态建设、灾毁等占用或减少永久基本农田则需要按照原有标准进行补划，永久基本农田的数量、质量、布局都不能改变，同时需要依法修改土地规划；三则临时用地一般不得占用永久基本农田，如有特例最多不得超过两年，到期需要复垦验收；农业设施用地中，种植设施可以使用永久基本农田而不必补划，但若破坏土地耕作层而必须占用永久基本农田则必须补划，养殖设施原则上不得使用永久基本农田，如果必须占有也要补划；五则永久基本农田必须用于农业生产，不得破坏农田耕作层，不得闲置或荒芜永久基本农田；六则严格规范永久基本农田上的农业生产行为，确保谷物基本自给和口粮绝对安全、种植规模基本稳定、耕地耕作层不破坏；七则管理矿业占用永久基本农田，按照矿业资源是否为全国矿产资源规划划定的战略性矿产等情况区别处理；八则处理生态建设项目占用永久基本农田，只有党中央、国务院确定建设或经国务院同意的省级政府项目都可以占用永久基本农田，但需要调整补划永久基本农田；最后对于生态退耕，国家级自然保护地内的永久基本农田经自然资源部和农业农村部论证确定后逐步退出并进行补划，对于陡坡耕地、严重污染耕地等不适合耕种的耕地，经国务院同意可以退出永久基本农田，但不得擅自将永久基本农田和已实施坡改梯耕地纳入退耕范围。
2024年9月下旬，中华人民共和国自然资源部推出“永久基本农田查询平台”，公众通过微信小程序、自然资源部网站或APP可查询永久基本农田面积、空间位置等信息。

### 实施现况
虽然法律规定了固定类别基本农田的划定标准，但对于固定类别之外的永久基本农田划定标准缺乏明确的定义。地方政府往往在满足耕地数量指标的同时，为了满足经济土地开发需要，“划远不划近，划劣不划优”乃至于永久基本农田“上山、下海、进村庄”，将明显不适合耕种的土地或水域划入永久基本农田。同时国土规划部门和城建、环保等部门在永久基本农田划定上存在职能冲突，划定的永久基本农田再被划为生态用地的情况多有发生。各地在划分基本农田条件时仅有80%的比例规定，缺乏基本农田划分的特征依据，没有科学化的衡量标准，很多时候指标分配到区县时，区县会优先将指标分配给经济落后地区而没有给经济发展较快地区下达指标，因此区域间用地矛盾明显，并且因指标划分失去土地的农民得不到就业保障，对社会稳定造成重要影响。对于基本农田判断的依据，许多地方部门和学者从基本农田粮食生产数量安全角度进行研究，也有少数地方对基本农田的土壤环境进行了调查。
2014年11月，国土资源部办公厅、农业部办公厅联合发布，北京、沈阳、上海、南京、苏州、杭州、厦门、郑州、武汉、广州、深圳、成都、贵阳、西安共14个重点城市周边永久基本农田划定工作先行展开。2015年3月国土资源部办公厅、农业部办公厅下达通知，对106个重点城市下达永久基本农田划定任务。2016年5月，国土资源部宣布89城市周边永久基本农田划定。6月7日，国土资源部宣布106个重点城市周边永久基本农田划定任务全部审定，106个重点城市周边新划入永久基本农田面积560.39万亩，划定后永久基本农田面积达到1883万亩，保护率由原来的43%提高到61%。2017年9月20日，全国永久基本农田划定工作总体完成，落实保护面积15.50亿亩，总计2887个县级行政区全部落到实地地块，签订608万份责任书，设立27万个标志牌，国土资源部数据库收纳全国永久基本农田图斑总数达到4540多万，数据量超3TB；水田和水浇地面积占划定面积的48%；坡度15度以下占划定面积的88%；城市周边共划定9740万亩，其中新划入3135万亩，城市周边平均保护比例由45%上升到60%。